# 1773 în literatură
Anul 1773 în literatură a implicat o serie de evenimente și cărți noi semnificative.  

## Cărți noi
- Elizabeth Bonhote - The Fashionable Friend
- Richard Graves - The Spiritual Quixote
- The History of Agathon (anonim)
- Henry Mackenzie - The Man of the World
- Reason Triumphant Over Fancy (anonim)
- George Stevens (ed.) - The Plays of William Shakespeare